# Куц, Александр Михайлович
Александр Михайлович Куц (1911—1991) — старшина Рабоче-крестьянской Красной Армии, участник Великой Отечественной войны, Герой Советского Союза (1943).

## Биография
Александр Куц родился 11 октября 1911 года в селе Алексино (ныне — Тростянецкий район Сумской области Украины). После окончания начальной школы работал портным, сталеваром, закройщиком. В начале Великой Отечественной войны оказался в оккупации. После освобождения Тростянца в августе 1943 года Куц был призван на службу в Рабоче-крестьянскую Красную Армию. С того же времени — на фронтах Великой Отечественной войны, был пулеметчиком 838-го стрелкового полка 237-й стрелковой дивизии 40-й армии Воронежского фронта. Отличился во время битвы за Днепр.
В ночь с 24 на 25 сентября 1943 года расчёт Куца переправился через Днепр в районе села Гребени Кагарлыкского района Киевской области Украинской ССР и принял активное участие в боях за захват и удержание плацдарма, отразив большое количество немецких контратак.
Указом Президиума Верховного Совета СССР от 23 октября 1943 года за «мужество и отвагу, проявленные во время форсирования Днепра и удержании плацдарма на правом берегу реки» красноармеец Александр Куц был удостоен высокого звания Героя Советского Союза с вручением ордена Ленина и медали «Золотая Звезда» за номером 3889.
В июле 1945 года в звании старшины Куц был демобилизован. Проживал сначала в родном селе, работал в школе глухонемых, на деревообрабатывающем комбинате, позднее переехал в Белгород. Скончался 11 октября 1991 года, похоронен на Ячневском кладбище Белгорода.
Был также награждён орденом Отечественной войны 1-й степени и рядом медалей.

## Память
Имя А. М. Куца выбито на аннотационной доске с именами земляков — Героев Советского Союза и полных кавалеров ордена Славы в городе Тростянце.